# Championnat du Suriname de football 1995-1996
Navigation
Saison précédente Saison suivante
La saison 1995-1996 du Championnat du Suriname de football est la soixante-deuxième édition de la Hoofdklasse, le championnat de première division au Suriname. Les dix formations de l'élite sont réunies au sein d'une poule unique où elles s'affrontent trois fois au cours de la saison. À l'issue du championnat, le dernier est relégué tandis que les 8e et 9e doivent disputer un barrage de promotion-relégation face à quatre clubs de deuxième division.
C'est le SV Transvaal qui remporte la compétition cette saison après avoir terminé en tête du classement final, avec huit points d'avance sur le SV Prekash. Il s’agit du dix-septième titre de champion du Suriname de l'histoire du club.

## Les clubs participants
- SV Voorwaarts - Promu de Eerste Klasse
- Kamal Dewaker - Promu de Eerste Klasse
- Sportvereniging Nationaal Leger
- SV Prekash
- SV Leo Victor
- Inter Moengotapoe
- SV Boxel
- SV Transvaal
- SV Corona Boys
- SV Robinhood

## Compétition
Le barème de points servant à établir le classement se décompose ainsi :
- Victoire : 3 points
- Match nul : 1 point
- Défaite : 0 point

### Classement
| Rang | Équipe                          | Pts | J  | G  | N  | P  | Bp | Bc | Diff |
| ---- | ------------------------------- | --- | -- | -- | -- | -- | -- | -- | ---- |
| 1    | SV TransvaalC                   | 59  | 27 | 18 | 5  | 4  | 51 | 19 | +32  |
| 2    | SV Prekash                      | 51  | 27 | 15 | 6  | 6  | 44 | 33 | +11  |
| 3    | Inter Moengotapoe               | 44  | 27 | 13 | 5  | 9  | 53 | 29 | +24  |
| 4    | SV RobinhoodT                   | 44  | 27 | 12 | 8  | 7  | 47 | 33 | +14  |
| 5    | SV Leo Victor                   | 42  | 27 | 11 | 9  | 7  | 37 | 28 | +9   |
| 6    | SV VoorwaartsP                  | 38  | 27 | 11 | 5  | 11 | 28 | 39 | -11  |
| 7    | SV Corona Boys                  | 27  | 27 | 7  | 6  | 14 | 22 | 34 | -12  |
| 8    | Sportvereniging Nationaal Leger | 26  | 27 | 5  | 11 | 11 | 29 | 33 | -4   |
| 9    | SV Boxel                        | 26  | 27 | 4  | 14 | 9  | 26 | 41 | -15  |
| 10   | Kamal DewakerP                  | 11  | 27 | 2  | 5  | 20 | 23 | 71 | -48  |

|  | Qualification pour la Coupe des champions de la CONCACAF 1996                        |
|  | Participation au barrage de promotion-relégation                                     |
|  | Relégation en Eerste Klasse                                                          |
|  | T : Tenant du titre C : Vainqueur de la Coupe du Suriname P : Promu de Eerste Klasse |

### Matchs

#### Barrages de promotion-relégation
Le Sportvereniging Nationaal Leger et le SV Boxel affrontent quatre clubs de deuxième division en barrage. Les six formations sont réparties en deux poules de trois dont seul le premier accède ou se maintient en Hoofdklasse.
| Rang | Équipe                          | Pts | J | G | N | P | Bp | Bc | Diff |  | Résultats (▼ dom., ► ext.)      | SNL | DRe | CoB |
| ---- | ------------------------------- | --- | - | - | - | - | -- | -- | ---- |  | ------------------------------- | --- | --- | --- |
| 1    | Sportvereniging Nationaal Leger | 8   | 4 | 2 | 2 | 0 | 3  | 1  | +2   |  | Sportvereniging Nationaal Leger |     | 1-0 | 1-0 |
| 2    | SV De Rest (D2)                 | 5   | 4 | 1 | 2 | 1 | 4  | 4  | 0    |  | SV De Rest (D2)                 | 1-1 |     | 1-0 |
| 3    | SV Coronie Boys                 | 2   | 4 | 0 | 2 | 2 | 2  | 4  | -2   |  | SV Coronie Boys                 | 0-0 | 2-2 |     |

| Rang | Équipe              | Pts | J | G | N | P | Bp | Bc | Diff |  | Résultats (▼ dom., ► ext.) | Roa | KTi | Box |
| ---- | ------------------- | --- | - | - | - | - | -- | -- | ---- |  | -------------------------- | --- | --- | --- |
| 1    | SV Road (D2)        | 7   | 4 | 2 | 1 | 1 | 2  | 1  | +1   |  | SV Road (D2)               |     | 1-0 | 1-0 |
| 2    | SV Klaas Tiger (D2) | 5   | 4 | 1 | 2 | 1 | 4  | 3  | +1   |  | SV Klaas Tiger (D2)        | 0-0 |     | 2-0 |
| 3    | SV Boxel            | 4   | 4 | 1 | 1 | 2 | 3  | 5  | -2   |  | SV Boxel                   | 0-1 | 2-2 |     |

## Bilan de la saison
| Championnat du Suriname de football 1995-1996 |                          |
| Champion                                      | SV Transvaal (17e titre) |
| Coupes et trophées                            |                          |
| Vainqueur de la Coupe du Suriname 1995-1996   | SV Transvaal             |
| Qualifications continentales                  |                          |
| Coupe des champions de la CONCACAF 1996       | SV Transvaal             |
| Coupe des champions de la CONCACAF 1996       | SV Prekash               |
| Promotions et relégations                     |                          |
| Promus en Hoofdklasse                         | SV Road                  |
| Promus en Hoofdklasse                         | Jai Hind 92              |
| Relégués en Eerste Klasse                     | Kamal Dewaker            |
| Relégués en Eerste Klasse                     | SV Boxel                 |